# Fissipunctia ypsillon
Fissipunctia ypsillon là một loài bướm đêm trong họ Noctuidae.

## Hình ảnh

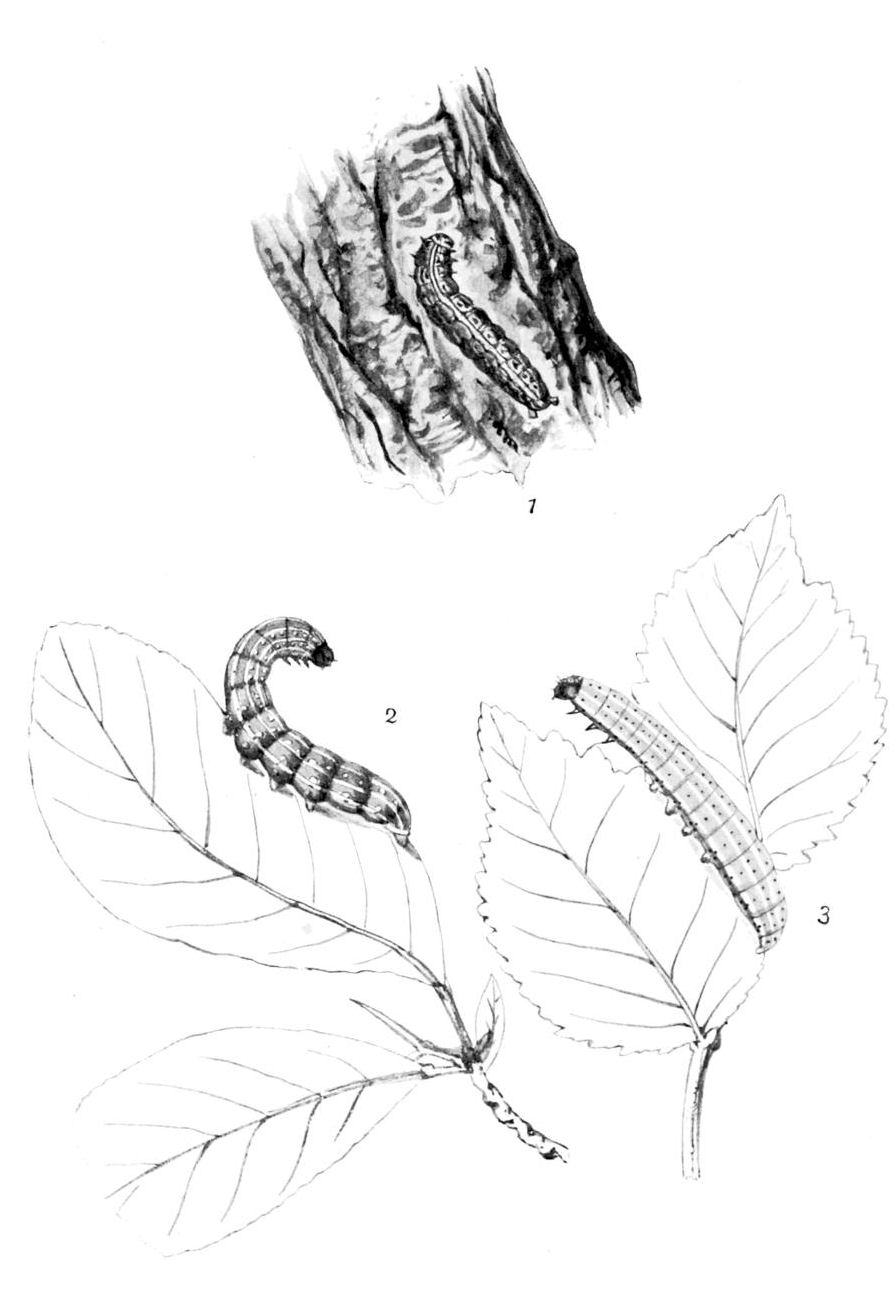
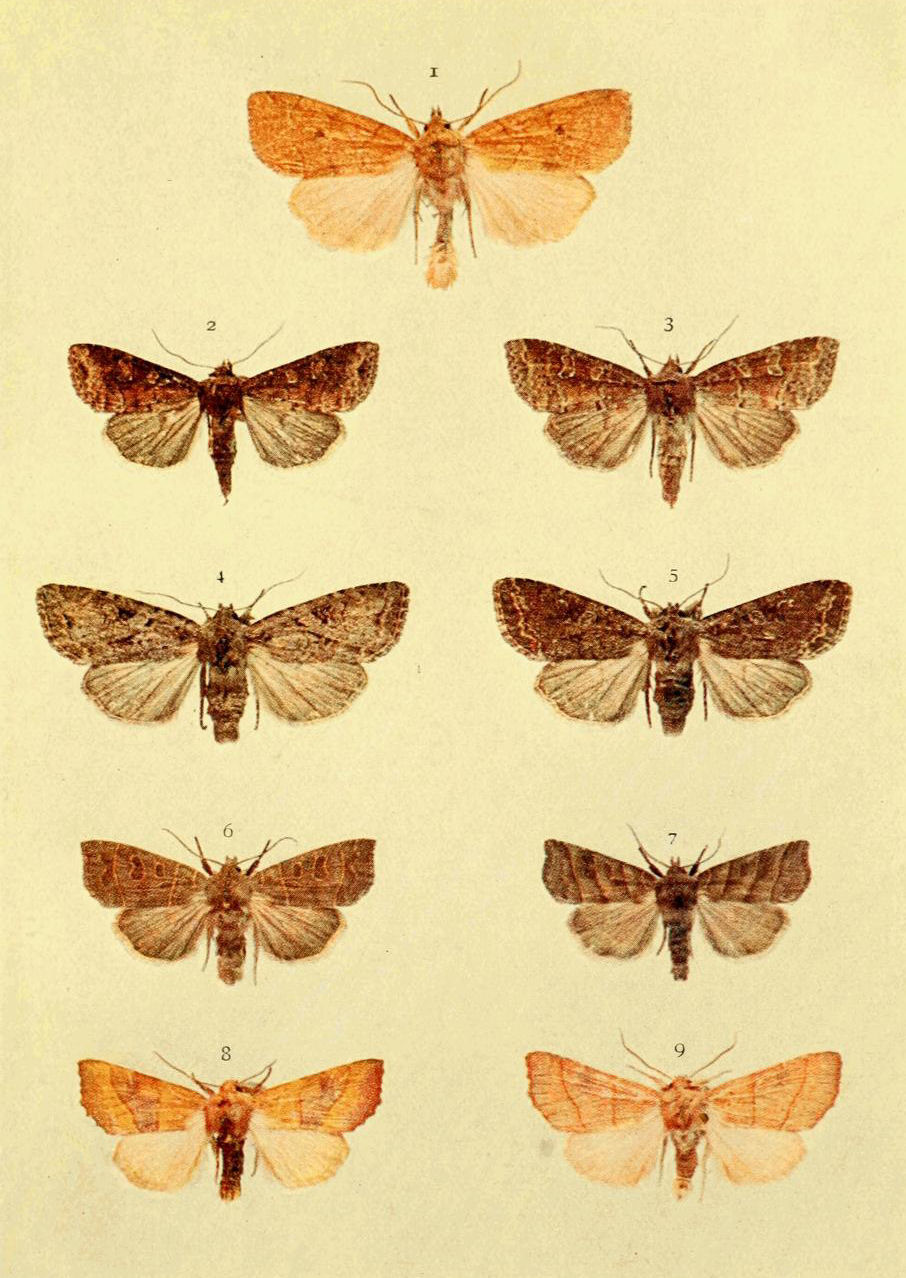
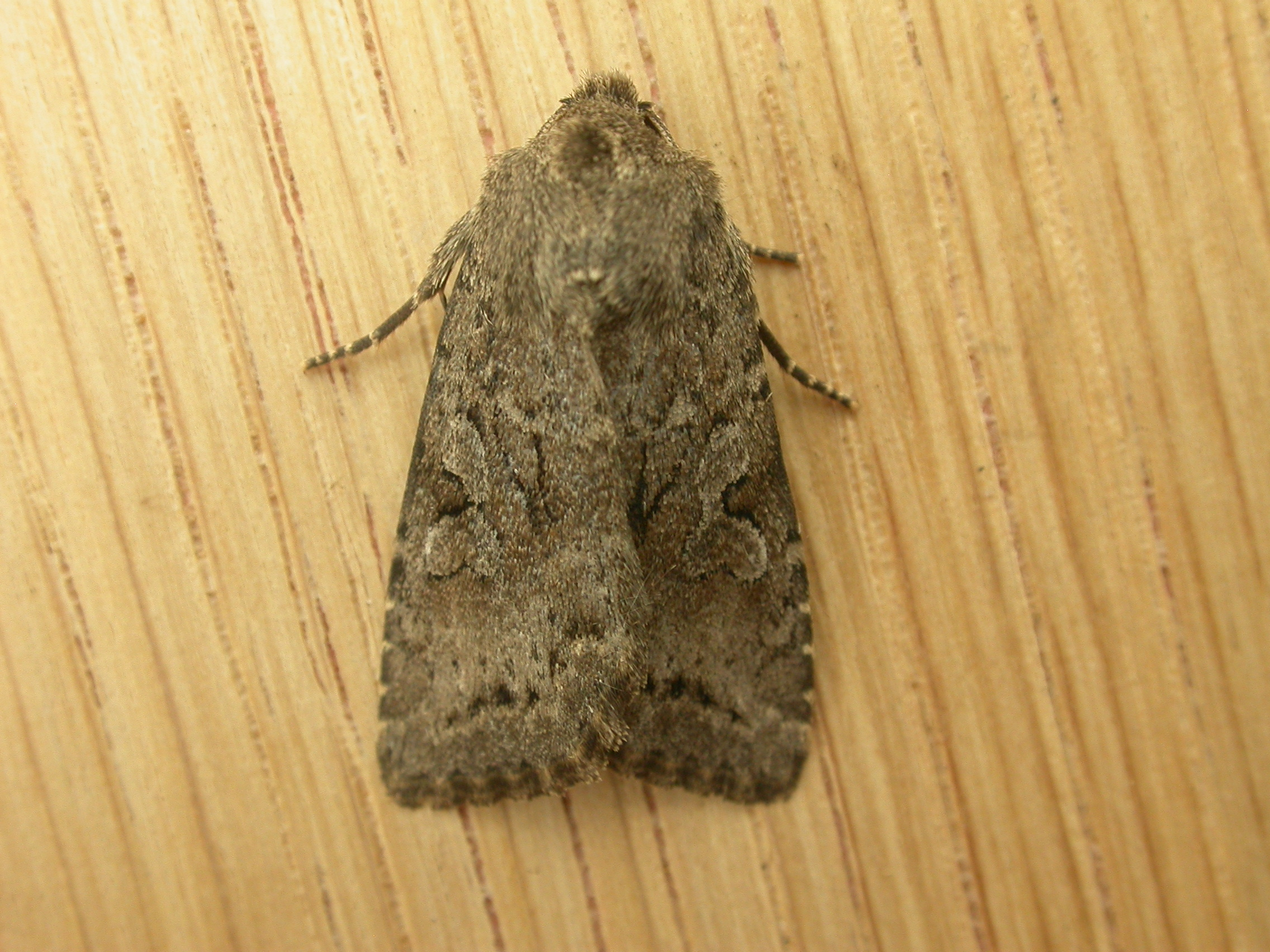
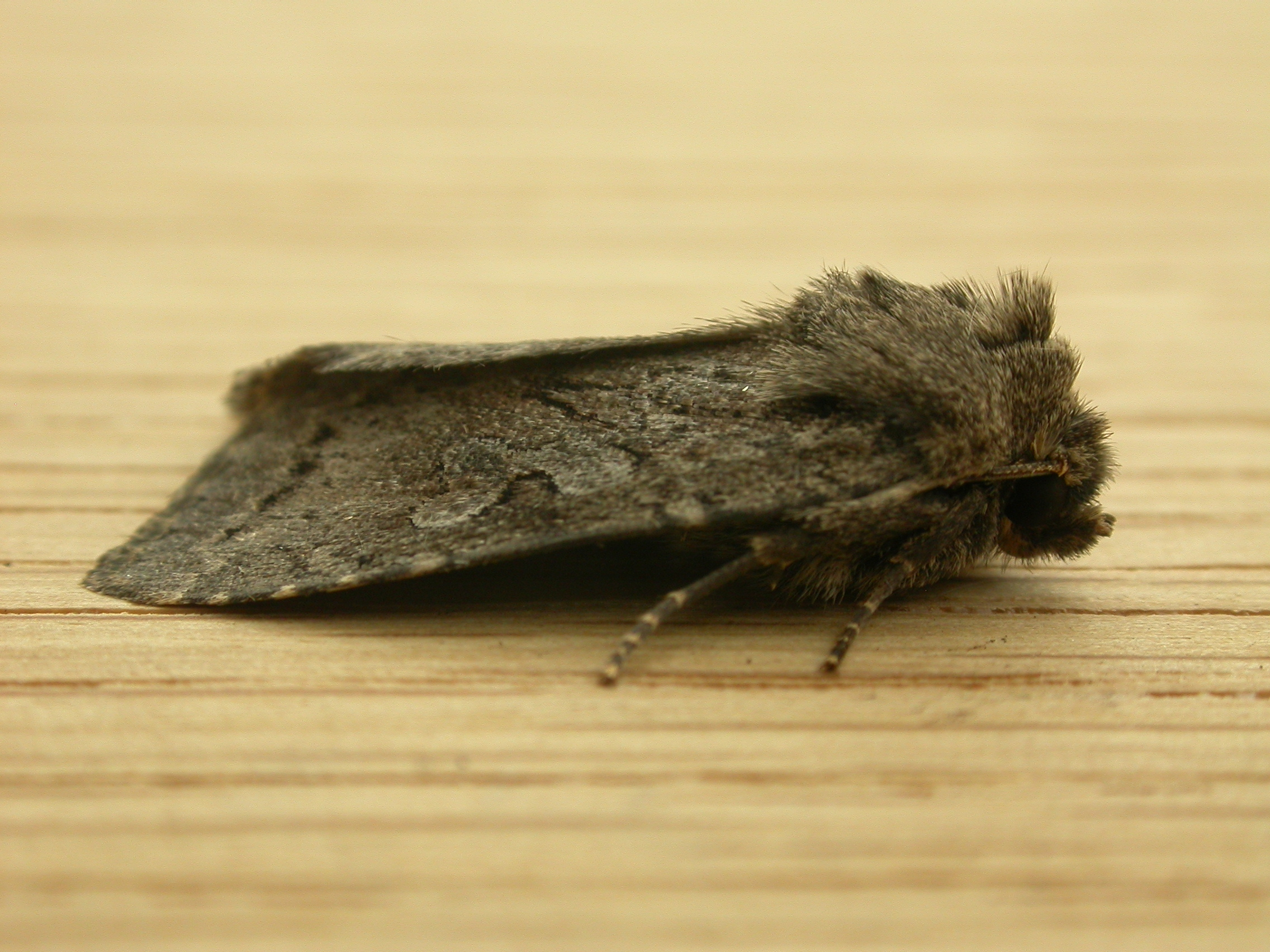